# ژولیوس مارتوف
ژولیوس مارتوف (۱۸۷۳–۱۹۲۳) با نام اصلی (به روسی: Ю́лий О́сипович Цедерба́ум)، سیاست‌مدار و انقلابی اهل روسیه و رهبر منشویکها در حزب سوسیال دموکرات کارگری روسیه بود.
او ابتدا از نزدیکان لنین بود ولی در سال ۱۹۰۳ میلادی، با لنین اختلافاتی پیدا کرد. سپس او به یکی از رهبران منشویک‌ها تبدیل شد.

## زندگی

### تولد و کودکی
مارتوف، در یک خانواده یهودی روسی از طبقهٔ متوسط، در جایی که اکنون بخشی از استانبول ترکیه است، به دنیا آمد.
او تنها چهار سال داشت که به شهر اودسا که در آن زمان بخشی از امپراتوری روسیه بود، مهاجرت کرد.

### دوران نوجوانی
او در نوجوانی، در فعالیت‌های سیاسی و انقلابی فعال بود و هنوز بیست ساله نشده بود که عضو یک گروه سوسیالیست یهودی، به نام بوند (اتحادیه کارگران یهود)، شد.

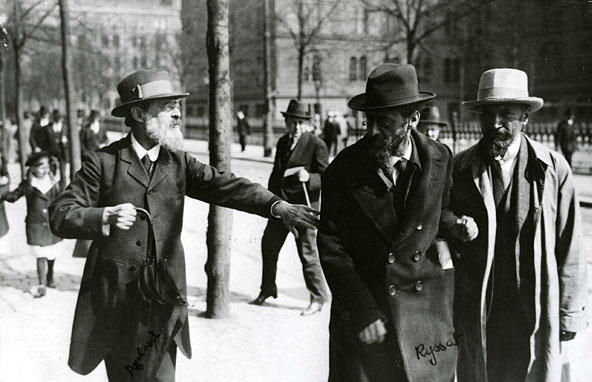